# 베노
베노(프랑스어: Beynost)는 프랑스 동부 오베르뉴론알프 앵주에 있는 코뮌이다. 리옹에서 약 15km 떨어진 지점에 위치해 있어 리옹 도시권에 속하며, 코티에르 지방을 이룬다. A42 국도와 미리벨 운하가 통과하며, 코뮌 내에 미리벨-조나주 대공원이 큰 면적을 차지하고 있다.
베노는 19세기와 20세기 프랑스에서 이름을 날린 의사들의 고향으로 유명하다. 대표적인 인물로 알렉상드르 라카사뉴와 앙리 가브리엘이 있으며, 가브리엘의 경우 베노 시장을 20년 이상 맡기도 하였다. 베노에 사는 사람을 가치켜 '베놀랑' (Beynolans)이라고 부른다.

## 지리

### 지형
베노는 라부아스와 생모리스드베노 사이에 위치해 있다. 베노는 코티에르 지역의 일부로, 동브 남부지역의 앵강와 론강의 하부 평원에 자리해 있다. 리옹에서는 A42 고속도로를 타고 가면 15분가량 걸린다. 코뮌 내 대부분 지역은 코티에르의 산비탈이 차지하고 있는 지형이다. 베노의 남쪽으로는 미리벨 운하가 흐르며 그 남쪽 지역은 미리벨조나주 섬의 일부로, 미리벨 조나주 대공원에 해당한다.
베노 코뮌은 크게 두 지역으로 나뉜다. 남쪽 지역의 이름은 '브로토' (les Brotteaux)로, 해발고도가 최저 174m로 가장 낮은 지역이며 미리벨조나주 공원과 그 위로 흐르는 미리벨 운하가 있다. 그 북쪽 지역의 이름은 '오트베노' (Haut-Beynost)라 하는데 최고 고도가 322m까지 올라가는 고지대로, 지방도인 RD 1084 (옛 84번 국도, '제네브 로')로 경계를 구분짓는다. 이 산비탈 지대는 동브 고원이 시작되는 지역이기도 하다.

## 인구
| 연도 | 인구  | ±%    |
| ---- | ----- | ----- |
| 2004 | 4,063 | —     |
| 2006 | 4,174 | +2.7% |
| 2007 | 4,240 | +1.6% |
| 2008 | 4,305 | +1.5% |
| 2009 | 4,371 | +1.5% |
| 2010 | 4,475 | +2.4% |
| 2011 | 4,471 | −0.1% |
| 2012 | 4,528 | +1.3% |
| 2013 | 4,534 | +0.1% |
| 2014 | 4,541 | +0.2% |
| 2015 | 4,529 | −0.3% |
| 2016 | 4,557 | +0.6% |

## 같이 보기
- 앵 주의 코뮌 목록